# 壯族播棋
壯族播棋，壯語音譯為臘空引，意思為玩石子窩，是流傳於壯族的播棋類，遊戲可劃分多盤。怒族同樣有棋具、棋子數相同的遊戲，稱為母豬棋。

## 棋具
- 長方形棋盤，分為兩列各五個小洞，兩方玩家各分一列。

- 初始佈置時，每個己洞有五顆小棋子。

## 規則
- 玩家輪流行棋，從己方有棋子的洞取出所有棋子，以逆時鐘方向，分配到其他洞中，一洞分配一顆，直至分配完。經過當最後一顆棋子落下時，需從其第一順位棋洞取走所有棋子再以同方向進行分配，直到最後分投的棋子落下時其第一順位棋洞為空洞或敵方養鴨格時方結束回合。
  - 第一順位為空洞時，該玩家將第二順位小洞的棋子全部取走，作為己方分數。然後繼續同方向檢驗，只要奇數順位為空洞，偶數順位有棋子，便持續取走，直到條件不合。
  - 第一順位為敵方的養鴨格，該洞所有棋子歸給己方。
  - 落下到敵方的養鴨格，棋子歸給敵方。
- 若棋盤剩下三枚棋子或僵持不下，此盤結束。剩下三顆棋子時，每人分一顆。每差距五顆，少分者將一己洞交與多分者操作，稱為養鴨格，然後多分者就給少分者一顆棋子，稱為租田谷。
- 新盤開始時，玩家沒有可使用的棋洞時，輸掉遊戲。[2]